# Halmeu (gmina)
Halmeu – gmina w Rumunii, w okręgu Satu Mare. Obejmuje miejscowości Băbești, Dobolț, Halmeu, Halmeu-Vii i Mesteacăn. W 2011 roku liczyła 4968 mieszkańców.